# Edouard Bertière
Edouard Bertière, francoski general, * 20. september 1878, † oktober 1954.